# یک روز در سپتامبر
یک روز در سپتامبر (one day in September) فیلمی مستند درباره حادثهٔ کشتار مونیخ است.
فیلم ابتدا شهر مونیخ را نشان می‌دهد و تبلیغات توریستی این شهر. تیتراژ با صدای خبرنگارانی که این حادثه را گزارش کرده‌اند شروع می‌شود و صدای خبرنگاری که می‌گوید «این جیمز باند نیست، واقعی است».
ابتدا همسر یکی از شمشیربازان اسرائیلی (آندره اشپیتزر) و چگونگی آشنایی آن دو را با هم می‌بینیم و این که آندره مردی آرام و نرم خو بود. سپس تنها بازمانده این حادثه (گروگانگیر فلسطینی) جمال الغاشی را می‌بینیم با عینک آفتابی و چهره‌ای در تاریکی، که می‌گوید او و خانواده‌اش از جلیلیه در فلسطین در سال ۱۹۴۸ پس از جنگ، آواره شده‌اند. پس از چندی آوارگی به اردوگاه شتیلا در بیروت رفته‌اند. او می‌گوید در هنگام کودکی هیچ آینده‌ای را پیش روی خود نمی‌دیده، مگر بازگشت به فلسطین و گرنه یک پناهنده محروم از حقوق انسانی باقی می‌مانده‌است. به همین دلیل به جنبش مقاومت می‌پیوندد و آموزش می‌بیند و بعد ادامه خاطرات همسر شمشیرباز.
المپیک آغاز می‌شود و اسرائیلی‌ها وارد می‌شوند با پرچم داود رژه می‌روند. جایی که هیتلر ۳۶ سال پیش المپیک را برگزار کرده بود. با تفکرات نژادپرستانه و ضد یهودی.
در بخش فرودگاه که دوربین برای فیلمبرداری و عکسبرداری نبوده، از نرم‌افزارهای رایانه‌ای برای شبیه‌سازی استفاده شده‌است. روی دی‌وی‌دی فیلم نوشته شده:
بازیهای المپیک سال ۱۹۷۲ مونیخ. ۱۲۱ کشور ۷۱۲۳ ورزشکار، یک میلیارد بیننده و... یک گروه تروریست فلسطینی.